# Palmarès dell'Olympiakos Syndesmos Filathlōn Peiraiōs

## Competizioni nazionali
- Campionato greco: 48  (record)

1930-1931, 1932-1933, 1933-1934, 1935-1936, 1936-1937, 1937-1938, 1946-1947, 1947-1948, 1950-1951, 1953-1954, 1954-1955, 1955-1956, 1956-1957, 1957-1958, 1958-1959, 1965-1966, 1966-1967, 1972-1973, 1973-1974, 1974-1975, 1979-1980, 1980-1981, 1981-1982, 1982-1983, 1986-1987, 1996-1997, 1997-1998, 1998-1999, 1999-2000, 2000-2001, 2001-2002, 2002-2003, 2004-2005, 2005-2006, 2006-2007, 2007-2008, 2008-2009, 2010-2011, 2011-2012, 2012-2013, 2013-2014, 2014-2015, 2015-2016, 2016-2017, 2019-2020, 2020-2021, 2021-2022, 2024-2025
- Coppa di Grecia: 29  (record)

1946-1947, 1950-1951, 1951-1952, 1952-1953, 1953-1954, 1956-1957, 1957-1958, 1958-1959, 1959-1960, 1960-1961, 1962-1963, 1964-1965, 1967-1968, 1970-1971, 1972-1973, 1974-1975, 1980-1981, 1989-1990, 1991-1992, 1998-1999, 2004-2005, 2005-2006, 2007-2008, 2008-2009, 2011-2012, 2012-2013, 2014-2015, 2019-2020, 2024-2025
- Supercoppa di Grecia: 4  (record)

1980, 1987, 1992, 2007

## Competizioni internazionali
- Coppa dei Balcani: 1

1961-1963
- UEFA Conference League: 1  (record condiviso con la Roma e il West Ham Utd)

2023-2024

## Competizioni giovanili
- UEFA Youth League: 1  (record greco)

2023-2024

## Altri piazzamenti
- Campionato greco:

Secondo posto: 1938-1939, 1948-1949, 1952-1953, 1960-1961, 1961-1962, 1963-1964, 1967-1968, 1968-1969, 1971-1972, 1976-1977, 1978-1979, 1983-1984, 1988-1989, 1990-1991, 1991-1992, 1994-1995, 2003-2004, 2009-2010, 2018-2019
Terzo posto: 1929-1930, 1945-1946, 1959-1960, 1962-1963, 1964-1965, 1969-1970, 1975-1976, 1992-1993, 1993-1994, 1995-1996, 2017-2018, 2022-2023, 2023-2024
- Coppa di Grecia:

Finalista: 1955-1956, 1965-1966, 1968-1969, 1973-1974, 1975-1976, 1985-1986, 1987-1988, 1992-1993, 2000-2001, 2001-2002, 2003-2004, 2020-2021
Semifinalista: 1932-1933, 1938-1939, 1947-1948, 1948-1949, 1963-1964, 1969-1970, 1976-1977, 1977-1978, 1978-1979, 1996-1997, 2013-2014, 2016-2017, 2021-2022, 2022-2023
- Coppa di Lega greca:

Finalista: 1990
- Coppa Intercontinentale Under-20:

Finalista: 2024